# 朱燮元
朱燮元（1566年10月26日—1638年5月7日），原名懋賞，字懋和，號恒岳，一號石芝，行明二十一，浙江山阴县（今属绍兴市）人，明朝政治、軍事人物。仕至兵部尚書貴州總督。

## 生平
萬曆十三年（1585年）乙酉科浙江鄉試舉人。萬曆二十年（1592年），登壬辰科第三甲第七十一名進士。大理寺觀政。八月任大理寺右评事，二十三年升右寺副，山西恤刑，二十四年轉左，二十五年任苏州知府，二十九年升四川按察司副使。万历二十九年（1601年）矿税使太监孙隆在苏州横征暴敛，激起以葛成为首的万余织工群起抗暴。时朱燮元已升川南道以“兵以御外寇者”为由反对武力镇压，采取劝谕解散。葛成挺身投案，要求免及他人。朱燮元又竭力说服上级，不仅免去葛成的死刑，而且不旁及一人，本年調廣東提學副使，三十三年升右參政。
万历三十五年（1606年）朱燮元以父母年高，告病弃官归里，直到萬曆四十四年（1615年）才起任陕西按察使。万历四十六年（1617年）转四川右布政使，四十八年升本省左布政使。
天启元年（1621年）奢安之亂，奢崇明、安邦彦反，朱燮元以都察院右副都御史、巡抚四川，二年加升兵部右侍郎，本年升左侍郎，总督四川及湖广荆、岳、郧、襄、陕西汉中五府军务兼巡撫四川。朱燮元坚守成都百余日，以石砲破呂公车，又令秦良玉率白桿兵等收复重庆、永宁。天启三年加升右都御史，四年加兵部尚书，六年丁憂歸。
崇祯二年（1629年）八月，安邦彦、奢崇明合兵十万进犯赤水、永宁，朱燮元服闋起復，总督贵州、云南、广西军务，移镇遵义。诱敌深入，又派奇兵“绕其后，急击之，贼大惊溃”，杀奢崇明、安邦彦。又招抚流亡，修路筑驿，广开屯田，西南遂安。朱燮元为之进少保，加少傅兼太子太傅，后加少师、左柱国。
卒於官，年七十三，贈太師，蔭世襲錦衣衛指揮使。

## 軼事
明史記載朱燮元在陕西遇到一位老人傳授他「風角、占候、遁甲諸術」，臨走時老人叮囑他：「幸自愛，他日西南有事，公當之矣」。
朱燮元膀大腰圓，重達四百斤，飲食皆異於常人。

## 著作
著《督蜀疏草》、《朱襄毅疏草》。

## 家族
曾祖朱箎，嘉靖丙戌進士，江西道御史。祖父朱以京，经历。父朱褧，生员。

## 延伸阅读
[在维基数据编辑]
 《明史卷二百四十九》，出自《明史》